# Vedra
Vedra je pátým románem Leeho Childa ze série knih s Jackem Reacherem v hlavní roli. V roce 2001 jej vydalo nakladatelství Putnam ve Spojených státech a nakladatelství Bantam ve Velké Británii.

## Děj knihy
Jack se dostane do potyčky s místním rváčem v texaském baru a zlomí mu nos a prst poté co jej opakovaně provokoval. Druhý den se ukáže, že se jedná o místního šerifa, který se chystá společně se svými třemi kolegy Reachera zatknout, a tak se Reacher rozhodne přesunout se o kus dál. Jako nejrychlejší způsob zvolí stopování a setká se tak s řidičkou mexického původu Carmen Greerovou. Reacher se brzy dozví, že mu zastavila jen proto, že má opravdu velký problém. Její manžel Sloop, který byl usvědčen z daňových podvodů, bude brzy propuštěn z vězení, a nevyhnutelně ji začne znovu fyzicky týrat, jako to udělal už mnohokrát v minulosti. Carmen záměrně hledala člověka, který by ho zabil, a Reacherova vojenská minulost z něj podle ní dělá vhodného kandidáta. Reacher to zprvu zcela odmítá a dokonce vyskočí z auta ven do 45stupňového vedra. Pak se ale vrátí zpátky a souhlasí, že s ní pojede na ranč, kde Carmen žije se svým manželem Sloopem a zbytkem jeho rodiny. Reacher jí slíbí jen to, že obhlédne situaci a v případě nutnosti ji před manželem ochrání. Carmen s Jackem pak po cestě vyzvednou její dceru Ellii, která si s Reacherem hned dobře porozumí.
V této sekci knihy jsou čtenářům představeny dvě nájemné tříčlenné skupiny lidí. První skupina zvaná "Hlídači" sestává z dvou mužů a jednoho chlapce a dohlíží na bezpečnost ranče, na kterém Greerovi žijí. Tahle trojice je později zlikvidována skupinou chladnokrevných nájemných vrahů zvaných "Zabijáci". Ti se také postarali o likvidaci Sloopova právního obhájce Ala Eugenea.
Když Carmen s Reacherem dorazí na ranč, nedostane se Jackovi právě vřelého uvítání od Sloopovy matky, jeho bratra a dvou rančerů, kteří tam pracují. I přesto se Reacherovi podaří nechat se najmout na práce ve stáji. V následujících dnech před Sloopovým návratem z vězení naučí Jack Carmen střílet z pistole a také se dostane do rvačky s již zmíněnými rančery. Když se Sloop vrátí domů, okamžitě má výhrady k Jackově přítomnosti a brzy se domluví s Texaskými rangery, aby ho vyprovodili z města.
Rangeři nacpou Reachera do auta a chtějí ho odvést až do Pecos, ale jsou zavoláni zpátky na Greerův ranč ještě dříve než ho tam stihnou odvézt. Sloop byl zastřelen a vyšetřovatelé si myslí, že ho zabila Carmen. Poté, co je vzata do vazby se k vraždě přizná a odmítne právní pomoc od Alice Amandy Aaronové, právní obhájkyně, kterou jí zajistil Reacher.
Alice s Jackem však stále věří v Carmeninu nevinu a tvrdohlavě se ji snaží prokázat navzdory velice přesvědčivým a zničujícím tvrzením Hacka Walkera, státního návladního okresu Pecos a také Sloopova nejstaršího přítele. Objevují se mnohé komplikace (např. Elliin únos) a mnoho klamů, které nutí čtenáře přemýšlet, kam se budou jednotlivé dějové linie ubírat.

## Proces psaní
Child knihu Vedra dokončil v březnu 2000. Ve Velké Británii byla vydána 2. dubna 2001 a americké vydání následovalo 25. června 2001.
Téma knihy Vedra pochází ze dvou nápadů. Za prvé se zde Child zabývá myšlenkou jaké to je, když se k ženě vrací manžel z vězení, ale ona by byla radši, kdyby se už nevrátil. Další inspirací mu byla návštěva hrobu slavného pistolníka Claye Allisona, "který nikdy nezabil chlapa, jehož nebylo třeba zabít". Zajímalo ho, jak by to vypadalo kdyby Reacher narazil na muže, u něhož by mu řekli, že je třeba jej zabít.
Child chtěl, aby Carmen Greerová vystupovala jako postava, u které čtenáři nebudou vědět jestli jí mají nebo nemají věřit. Taky chtěl, aby Alice Amanda Aaronová, absolventka Harvardu, vegetariánka a lesba, kterou si Reacher najme jako právního obhájce, byla ukázkou toho, jak různorodá dokáže Amerika být. Doslova řekl, že v New Yorku by bez problémů zapadla, kdežto v Texasu je naprostý podivín.

## Ohlas
Vedra sklidily pozitivní ohlas od kritiků. V kritice žurnálu Kirkus ji nazvali "senzačně napínavou" a dodali, že "Child buduje napětí až k neúnosným extrémům a pak na vás vše ostře vybalí." Denver Post knihu nazval "příběhem, do kterého se můžete lehce ponořit." Mnoho kritiků Vedra považovalo za nejlepší knihu roku a Boston Globe dokonce napsal: "Je to nejlepší mysteriózní kniha, kterou jsem [jako kritik] letos četl." Kniha byla dobře přijata také ve Velké Británii, kde Daily Mail napsal: "Během méně než pěti let se Child zařadil mezi nejúspěšnější komerční spisovatele. Vedra se zařadily mezi největší současné bestsellery. Child je opravdu tak dobrý."